# Континентальна флексура
Континента́льна флексу́ра (рос. континентальная флексура, англ. continental flexure; нім. Kontinentalflexur f) — великий прогин земної кори типу флексури, який обмежує континентальний виступ від океанічної западини і відповідає континентальному схилу.